# Supergrup de la cerita
El supergrup de la cerita és un grup de minerals de la classe dels silicats establert per l'Associació Mineralògica Internacional l'any 2020. Està format per dos grups: el grup de la cerita i el grup de la merrillita, i per dues espècies minerals que no en pertanyen a cap: la deynekoïta i la karwowskiïta.
| Espècie      | Fórmula                  |
| ------------ | ------------------------ |
| Deynekoïta   | Ca₉Fe³⁺(PO₄)₇            |
| Karwowskiïta | Ca₉Mg(Fe²⁺₀,₅◻₀,₅)(PO₄)₇ |

Totes les espècies que integren aquests dos grups cristal·litzen en el sistema trigonal.

## Grup de la cerita
Des de l'any 2023 el grup de la cerita està format per minerals amb la fórmula general A₉XM[T₇O₂₄Ø₄]Z₃. El grup es divideix en dos subgrups: el subgrup de la cerita (Z = OH) i el subgrup de la taipingita (Z = F).
El subgrup de la cerita està format per tres espècies: aluminocerita-(CeCa), cerita-(CeCa), ferricerita-(LaCa), mentre que el subgrup de la tapingita està format per dues: aluminotaipingita-(CeCa) i taipingita-(CeCa).
| Espècie                  | Fórmula                            |
| ------------------------ | ---------------------------------- |
| Subgrup de la cerita     |                                    |
| Aluminocerita-(CeCa)     | (Ce₆Ca₃)◻Al(SiO₄)₃(SiO₃OH)₄(OH)₃   |
| Cerita-(CeCa)            | (Ce₇Ca₂)◻Mg(SiO₄)₃(SiO₃OH)₄(OH)₃   |
| Ferricerita-(LaCa)       | (La₆Ca₃)◻Fe³⁺(SiO₄)₃(SiO₃OH)₄(OH)₃ |
| Subgrup de la taipingita |                                    |
| Aluminotaipingita-(CeCa) | (Ce₆Ca₃)◻Al(SiO₄)₃[SiO₃(OH)]₄F₃    |
| Taipingita-(CeCa)        | (Ce₇Ca₂)◻Mg(SiO₄)₃[SiO₃(OH)]₄F₃    |

## Grup de la merrillita
El grup de la merrillita està integrat per dos subgrups: el subgrup de la merrillita i el subgrup de la whitlockita; i per una espècie que no forma part de cap d'aquests dos subgrups: la changesita–(Y).
El subgrup de la merrillita està format per quatre espècies: ferromerrillita, keplerita, matyhita i merrillita, i el subgrup de la whitlockita està format per unes altres quatre: hedegaardita, estronciowhitlockita, whitlockita i wopmayita.
| Espècie                   | Fórmula                        |
| ------------------------- | ------------------------------ |
| Changesita-(Y)            | (Ca₈Y)◻Fe²⁺(PO₄)₇              |
| Subgrup de la merrillita  |                                |
| Ferromerrillita           | Ca₉NaFe²⁺(PO₄)₇                |
| Keplerita                 | Ca9(Ca0.5◻0.5)Mg(PO₄)₇         |
| Matyhita                  | Ca₁₈(Ca,□)₂Fe²⁺₂(PO₄)₁₄        |
| Merrillita                | Ca₉NaMg(PO₄)₇                  |
| Subgrup de la whitlockita |                                |
| Hedegaardita              | (Ca,Na)₉(Ca,Na)Mg(PO₄)₆(PO₃OH) |
| Estronciowhitlockita      | Sr₉Mg(PO₄)₆(HPO₄)              |
| Whitlockita               | Ca₉Mg(PO₄)₆(HPO₄)              |
| Wopmayita                 | Ca₆Na₃□Mn(PO₄)₃(PO₃OH)₄        |

La whitlockita és la única espècie de tot el supergrup de la cerita que ha estat descrita als territoris de parla catalana, sent descrita l'any 2010 per primera vegada al turó de Montcada (Vallès Occidental, Catalunya).